# 航空兵名誉章
航空兵名誉章(こうくうへいめいよしょう、ドイツ語: Flieger-Erinnerungsabzeichen)は、ナチス・ドイツの勲章。

## 概要
1936年3月26日制定。ドイツ空軍から名誉ある退役をした者に与えられた。第一次世界大戦中4年以上空軍軍人として従軍した者、もしくは15年以上空軍で勤務した者が授与対象となったが、飛行中の事故で兵士として復帰できないような怪我を負った者は基準問わず贈られた。また、戦死した者はその近親者に贈られた。その授与基準により、航空機乗組員章の引退版として認識されていた。
航空兵名誉章は第二次世界大戦勃発前に廃止されたため、非常に価値のある勲章とみなされている。
航空兵名誉章は縦54mm、横42mmで、当初ニッケル銀メッキでできていた。1937年以降は原料がアルミニウムに変わっている。また、授与対象者は退役しているので、一般の服でも佩用できるよう布製の物が製造されていた。